# Vinícius Tranchezzi
Vinícius Tranchezzi Holzsauer (São Paulo, 1 de agosto de 1993) é um futebolista paralímpico brasileiro.
Atualmente atua na seleção brasileira de futebol de 5, exclusiva a deficientes visuais, na qual representou seu país nos Jogos Olímpicos de Verão de 2016, no Rio de Janeiro.

## Títulos
- Mundial da IBSA (2014)
- Jogos Parapan-Americanos (2015) - Medalha de ouro